# Natural Blues
A Natural Blues című szám Moby elektronikus zenész egyik dala, az ötödik kislemez 1999-es stúdióalbumáról, a Playről. A szám Vera Hall és Dock Reed amerikai népdalénekesek Trouble So Hard című dalát dolgozza fel, és mivel a refrén is ez, ezért gyakran hibásan Troubles So Hard címmel található meg bizonyos oldalakon. Először az Egyesült Királyságban adták ki, ahol azonnal a 11. helyre is ugrott.

## Videóklip
Két videóklip készült a számhoz. Az elsőt David LaChapelle rendezte, Christina Ricci, Fairuza Balk és persze Moby főszereplésével. A klipet felterjesztették a legjobb nemzetközi videóklip címre is a MuchMusic Video Awards gálán.
A másik egy animált klip, hasonlóan a Why Does My Heart Feel So Bad? című szám videóklipjéhez. Rendezte Susi Wilkinson, Hotessa Laurence és Filipe Alçada.

## Számok
A kislemezeken szereplő számok
1. Natural Blues - 3:03
2. The Whispering Wind - 6:08
3. Sick in the System - 4:17
4. Natural Blues (Album Version) - 4:13
5. Natural Blues (Perfecto Remix) - 8:14
6. Natural Blues (Mike D Edit) - 4:17
7. Natural Blues (Peace Division Edit) - 6:34
8. Natural Blues (Perfecto Dub) - 7:59
9. Natural Blues (Peace Division Dub) - 8:16
10. Natural Blues (Olmecheads Remix) - 9:28
11. Natural Blues (Katcha Remix) - 7:48
12. Natural Blues (Mike D Remix) - 6:22
13. Natural Blues (Superfunk Remix [Edit Version]) - 3:29
14. Natural Blues (videóklip)

Eredeti CD-kiadvány
1. Natural Blues - 3:03
2. The Whispering Wind - 6:08
3. Sick in the System - 4:17

Ezt több lemeztársaság is kiadta:
1. Mute Records, Egyesült Királyság (CD Mute 251 és RCD Mute 251)
2. Virgin, Olaszország (7243 8 96630 2 0)

Reklám CD-kiadvány, USA, V2 Records (V2DJ-27627-2) kiadva1999. december
1. Natural Blues (Radio Edit) - 3:03
2. Natural Blues (Album Version) - 4:13

Reklám CDr-kiadvány, Egyesült Királyság, Mute Records
1. Natural Blues - 3:03
2. The Whispering Wind - 6:08
3. Sick in the System - 4:17
4. Natural Blues (Perfecto Remix) - 8:14
5. Natural Blues (Mike D Edit) - 4:17
6. Natural Blues (Peace Division Edit) - 6:34
7. Natural Blues (Perfecto Dub) - 7:59
8. Natural Blues (Peace Division Dub) - 8:16
9. Natural Blues (Olmec Heads Remix) - 9:28
10. Natural Blues (Katcha Remix) - 7:48
11. Natural Blues (Mike D Remix) - 6:22

"Oh Lordy Trouble So Hard", CD-kiadvány, Labels, Franciaország (72438966290)
1. Natural Blues (Radio Edit) - 3:03
2. Natural Blues (Superfunk Remix) - 3:29
3. Natural Blues (videóklip)

Maxi CD, USA, V2-Records (63881-27639-2)
1. Natural Blues (Radio Edit) - 3:03
2. Natural Blues (Perfecto Remix) - 8:14
3. Natural Blues (Album Version) - 4:13
4. Natural Blues (Mike D Remix - Edit) - 4:15
5. The Whispering Wind - 6:08

Maxi-CD-kiadvány
1. Natural Blues (Single Edit) - 3:03
2. The Whispering Wind - 6:08
3. Sick in the System - 4:17
4. Natural Blues (Perfecto Remix) - 8:14
5. Natural Blues (Mike D Edit) - 4:17

Ezt több lemeztársaság is kiadta:
1. Mute Records, Európa (CD Mute 251)
2. Intercord Tonträger GmbH, Németország (INT 8 88521 2 és 7243 8 88521 2 8)

CD-kiadvány, PIAS, Belgium (391.1251.24)
1. Natural Blues (Single Version) - 3:03
2. Natural Blues (Perfecto Remix) - 8:14

Reklám 12"-kiadvány 1, Mute Records, Egyesült királyság (P12 Mute 251)
1. Natural Blues (Perfecto Dub) - 7:59
2. Natural Blues (Perfecto Remix) - 8:14

Reklám 12"-kiadvány 2, Mute Records, Egyesült Királyság (PL12 Mute 251)
1. Natural Blues (Olmec Heads Remix) - 9:28
2. Natural Blues (Katcha Remix) - 7:48

Reklám 12"-kiadvány 3, Mute Records, Egyesült Királyság (PXL12 Mute 251)
1. Natural Blues (Single Version) - 3:03
2. Natural Blues (Mike D Remix) - 6:22
3. Natural Blues (Peace Division Dub) - 8:16

Reklám 12"-kiadvány, V2 Records, USA (V2AB-27640-1)
1. Natural Blues (Perfecto Remix) - 8:14
2. Natural Blues (Single Version) - 3:03
3. Natural Blues (Mike D Remix) - 6:22

12"-kiadvány, Mute Records, Egyesült Királyság (12 Mute 251)
1. Natural Blues - 3:03
2. Natural Blues (Mike D Remix) - 6:22
3. Natural Blues (Perfecto Dub) - 7:59

12"-kiadvány, Mute Records, Egyesült Királyság (L12 Mute 251)
1. Natural Blues (Katcha Remix) - 7:48
2. Natural Blues (Peace Division Dub) - 8:16

Remixek, CD-kiadvány
1. Natural Blues (Perfecto Remix) - 8:14
2. Natural Blues (Mike D Remix) - 6:22
3. Natural Blues (Peace Division Edit) - 6:34

Ezt a kiadvány több lemeztársaság is kiadta:
1. Mute Records, Egyesült Királyság (LCD Mute 251)
2. Playground Music Scandinavia, Skandinávia

Remixek, CD-kiadvány, PIAS, Belgium (391.1251.022)
1. Natural Blues (Single Version) - 3:03
2. Sick in the System - 4:17
3. Natural Blues (Mike D Edit) - 4:17

Superfunk Remixek, 12"-kiadvány
1. Natural Blues - 3:03
2. Natural Blues (Superfunk Remix [Edit Version]) - 3:29
3. Natural Blues (Superfunk Remix [Club Version]) - 5:08

Ezt több lemeztársaság is kiadta: 
1. Mute Records, Egyesült Királyság (7243 892836 6)
2. Virgin, Franciaország, (7243 8 89283 6 6)

## Nehezen hozzáférhető változatok
1. Natural Blues (Demo) - 4:22
2. Natural Blues (Elique Bootleg) - 5:01
3. Acoustic Trio - Natural Blues [Moby-feldolgozás] - 2:47
4. Natural Blues (CJ Axid's Deep House Mix) - 4:29
5. Natural Blues (Natural Remix by DJ Tripp) - 4:46
6. Theos - Natural Blues [Moby-feldolgozás] - 4:13
7. s.Gregory - Natural Blues [Moby-feldolgozás] - 3:11
8. Natural Blues (Arrows & Beens Remix) - 5:13
9. Barbara - Natural Blues [Moby-feldolgozás] - 1:44
10. Natural Blues (DJ Avi Levi's Melodic Sound Remix) - 5:09
11. Natural Blues (Just In Time Mix) - 8:13
12. Natural Blues (Ready Made So Hard Mix) - 4:32
13. Natural Blues (DJ MohaX feat. DJ Jenia Remix) - 4:47
14. Natural Blues (Phil Remix) - 4:56
15. Natural Blues (Alektronick Remix) - 3:56
16. Natural Blues (DJ Crysto Indian Techno Mix) - 3:56
17. Natural Blues (Fat Ph3t Remix) - 2:57
18. Natural Blues (The Engine Room Remix) - 7:23
19. Natural Blues (Freddiepvries Mix) - 4:18
20. Natural Blues (KazM Remix) - 4:37
21. Natural Blues (Nobel Gargarism Remix) - 6:20
22. Natural Blues (Turbulenced Method Mix) - 4:44
23. Natural Blues (We Iz Choc'lat Bootleg) - 3:35
24. Natural Blues (2003 Monik Remix) - 9:57
25. Natural Blues (Demon Remix) - 5:31
26. Natural Blues (Mix Dub Short by Matias Nicolas Ledesma) - 3:01
27. Natural Blues (Turks Remix) - 5:19
28. Natural Blues (CJ Polyakoff Remix 2009) - 3:10
29. Natural Blues (CJ Polyakoff Remix 2010) - 4:10
30. Natural Blues (Deep House Rework by DJ Ork) - 4:45
31. Natural Blues (DJ Nash Remix) - 4:55
32. Natural Blues (DJ WarezzZ Bootleg) - 3:04
33. Natural Blues (DJ Xen Mayer Remix) - 5:26
34. Natural Blues (Misha-Kammunist Remix) - 5:30
35. Natural Blues (Mr. Farentity Bass-Organ Remix) - 6:32
36. Natural Blues (Sideshifter Bootleg) - 7:01
37. Natural Blues (Fightah Remix) - 4:10
38. Natural Blues (Vans Remix) - 5:00
39. Natural Blues (DJ Maiy Mix) - 8:14
40. Natural Blues (DJ Vata 2011 Rework) - 6:49
41. Natural Blues (D-Menace Remix) - 3:32
42. Natural Blues (Square One Remix) - 5:31